# Códice Hammer

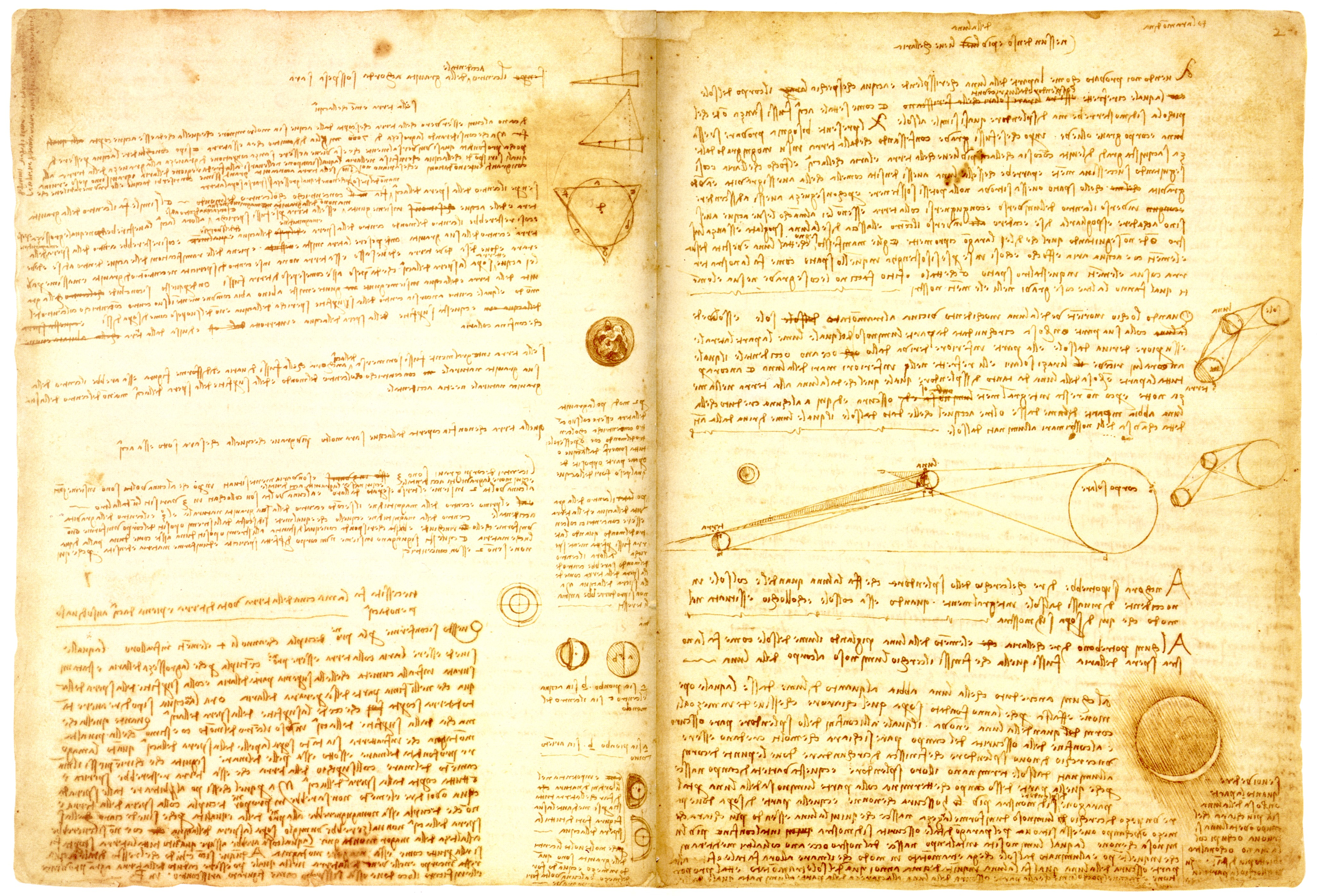
Una página del Códice Leicester, desde 1994 propiedad de Bill Gates.

El Códice Leicester (o Código Leicester o Codex Leicester), también conocido como Códice Hammer es una compilación de textos y dibujos realizados por Leonardo Da Vinci y recopilados entre 1508 y 1510. El códice trata una amplia variedad de temas, que incluye astronomía, meteorología, hidráulica, cosmología, geología, paleontología y otros temas técnicos y científicos, junto con algunos escritos autobiográficos y relatos de viajes, todo apoyado por ilustraciones y dibujos. 
El códice fue vendido por el pintor italiano Giuseppe Ghezzi en 1717 a Thomas Coke, conde de Leicester, cuyos descendientes lo conservaron durante más de dos siglos y medio en su mansión solariega, Holkham Hall. En una subasta en 1980, pasó a manos del empresario estadounidense Armand Hammer. Posteriormente, fue comprado por Bill Gates por la cantidad récord de 30.802.500 dólares ($53,222,898.79 ajustado por la inflación a fecha de 2019), a través de la casa de subastas Christie's, en Nueva York, el 11 de noviembre de 1994.